# Tremella rinodinae
Tremella rinodinae är en svampart som tillhör divisionen basidiesvampar, och som beskrevs av Paul Diederich och Mogens Skytte Christiansen. Tremella rinodinae ingår i släktet Tremella, och familjen Tremellaceae. Arten har ej påträffats i Sverige.